# UVERworld Video Complete -act.2-
『UVERworld Video Complete -act.2-』（ウーバーワールド・ビデオ・コンプリート・アクト・ツー）は、UVERworldの2枚目のPVクリップ集。 2014年3月19日にgr8!recordsから発売された。

## 概要
2010年9月15日発売の16枚目のシングル「クオリア」から、2013年12月18日発売の25枚目のシングル「ナノ・セカンド」まで、2枚のスタジオ・アルバムのリードトラック曲、過去のシングルでの初回特典映像で作られたPV、ライブ映像を含めた全24曲のPVクリップ、メイキング映像が収録された、UVERworld通算2枚目となるPVクリップ集である。初回生産限定盤には2013年12月25日に日本武道館で行われた『UVERworld ARENA LIVE 2013 winter 12.25 at Nippon Budokan Queen's PARTY』から14曲のライブ音源を収録したCDが付属する。また、初回生産限定盤、Blu-rayには初回仕様があり、初回仕様には『REVERSI』『LIVE at Avaco Studio2』での撮影風景を記録したブックレットが付属する。
キャッチコピーは、『UVERworldミュージックビデオ集第二弾』

## 収録内容
DVD、Blu-ray
〔MUSIC VIDEO〕
- シングル曲からスタジオ・アルバムのリードトラック曲での全24曲のPV映像とメイキングに加え、bonus trackには過去のシングルでの初回特典映像で制作されたPV、ライブ映像でのが収録されている。

1. クオリア
  - 作詞:TAKUYA∞　/　作曲:UVERworld　/　編曲:UVERworld , 平出悟

16thシングル。配給映画『劇場版 機動戦士ガンダム00 -A wakening of the Trailblazer-』主題歌。
2. NO.1
  - 作詞:TAKUYA∞　/　作曲:UVERworld　/　編曲:UVERworld , 平出悟

17thシングル。2010年11月27日に開催されたUVERworld初となる東京ドーム公演「LAST TOUR FINAL at TOKYO DOME」のオープニングを飾った曲。
3. MONDO PIECE
  - 作詞:TAKUYA∞ , Alice ice　/　作曲:TAKUYA∞ , 彰　/　編曲:UVERworld , 平出悟

18thシングル。2010年11月27日に開催されたUVERworld初となる東京ドーム公演「LAST TOUR FINAL at TOKYO DOME」のエンディングで流れた曲。
4. CORE PRIDE (LIVE at Avaco Studio1)
  - 作詞:TAKUYA∞　/　作曲:TAKUYA∞ , 彰　/　編曲:UVERworld , 平出悟

19thシングル。MBS・TBS系アニメ『青の祓魔師』前期オープニングテーマ。
5. いつか必ず死ぬことを忘れるな (LIVE at Avaco Studio1)
  - 作詞:TAKUYA∞　/　作曲:TAKUYA∞ , 彰　/　編曲:UVERworld , 平出悟

6thスタジオ・アルバム『LIFE 6 SENSE』のリードトラック曲。
6. NO.1 〜 ace of ace (LIVE at Avaco Studio1)
  - 作詞:TAKUYA∞　/　作曲:UVERworld　/　編曲:UVERworld , 平出悟

6thスタジオ・アルバム『LIFE 6 SENSE』収録曲。NO.1は、イントロと2番以降がカットされており次曲のace of aceが演奏される。また、ace of aceもイントロと間奏以降がカットされている。
7. 一石を投じる Tokyo midnight sun (LIVE at Avaco Studio1)
  - 作詞:TAKUYA∞　/　作曲:TAKUYA∞　/　編曲:UVERworld , 平出悟

6thスタジオ・アルバム『LIFE 6 SENSE』のリードトラック曲。
8. 白昼夢 (backstage LIVE at Avaco Studio1)
  - 作詞:TAKUYA∞　/　作曲:UVERworld　/　編曲:UVERworld , 平出悟

6thスタジオ・アルバム『LIFE 6 SENSE』収録曲。LIVE at Avaco Studio1のバックステージの映像を使ったPVで、メンバーの演奏は一切ない。
9. KINJITO
  - 作詞:TAKUYA∞　/　作曲:UVERworld　/　編曲:UVERworld , 平出悟

20thシングル。
10. BABY BORN & GO
  - 作詞:TAKUYA∞　/　作曲:TAKUYA∞　/　編曲:UVERworld , 平出悟

20thシングル。
11. 7th Trigger
  - 作詞:TAKUYA∞　/　作曲:TAKUYA∞　/　編曲:UVERworld , 平出悟

21stシングル。
12. AWAYOKUBA-斬る
  - 作詞:TAKUYA∞　/　作曲:彰 , TAKUYA∞　/　編曲:UVERworld , 平出悟

21stシングルのカップリング曲。
13. バーベル ～皇帝の新しいver.～
  - 作詞:TAKUYA∞　/　作曲:TAKUYA∞　/　編曲:UVERworld , 平出悟

21stシングルのカップリング曲。UVERworld史上初の影絵でのPV。
14. THE OVER
  - 作詞:TAKUYA∞　/　作曲:UVERworld　/　編曲:UVERworld , Satoru Hiraide

22ndシングル。TBS系金曜ドラマ『黒の女教師』主題歌。
15. THE SONG
  - 作詞:TAKUYA∞　/　作曲:UVERworld　/　編曲:UVERworld , Satoru Hiraide

22ndシングルのカップリング曲。彼ら自身のドキュメンタリー映画『UVERworld DOCUMANTARY THE SONG』主題歌。
16. Don't Think.Feel
  - 作詞:TAKUYA∞　/　作曲:UVERworld　/　編曲:UVERworld , 平出悟

7thスタジオ・アルバム『THE ONE』のリードトラック曲。ライブ映像やレコーディングの風景が使われているため、メンバーの演奏は一切ない。
17. REVERSI
  - 作詞:TAKUYA∞　/　作曲:TAKUYA∞　/　編曲:UVERworld , 平出悟

23rdシングル。東宝配給映画『青の祓魔師 -劇場版-』主題歌。
18. Fight For Liberty (LIVE at Avaco Studio2)
  - 作詞:TAKUYA∞　/　作曲:TAKUYA∞　/　編曲:UVERworld , 平出悟

24thシングル。MBS・TBS系アニメ『宇宙戦艦ヤマト2199』第2期オープニングテーマ。
19. Wizard CLUB (LIVE at Avaco Studio2)
  - 作詞:TAKUYA∞　/　作曲:TAKUYA∞　/　編曲:UVERworld , 平出悟

24thシングル。テレビ東京系列『解禁!暴露ナイト』7-8月エンディングテーマ。
20. ナノ・セカンド
  - 作詞:TAKUYA∞　/　作曲:TAKUYA∞　/　編曲:UVERworld , 平出悟

25thシングル。
21. GOLD (3D ver.)※Blu-rayのみ収録
  - 作詞:TAKUYA∞　/　作曲:TAKUYA∞ , 彰　/　編曲:UVERworld , 平出悟

15thシングル。Blu-ray盤のみに収録されている3DバージョンのGOLDのPV

〔bonus track〕
- 過去のシングルの初回特典映像として収録された『UVERworld Classics』と、自身のドキュメンタリー映画『UVERworld DOCMENTARY THE SONG』からのライブ映像。

1. SORA (from UVERworld Classics)
2. = (from UVERworld Classics)
3. earthy world (from UVERworld DOCMENTARY THE SONG)

 〔MAKING〕 
1. クオリア
2. NO.1
3. KINJITO/BABY BORN & GO
4. 7th Trigger/AWAYOKUBA-斬る
5. バーベル ～皇帝の新しい服ver.～
6. THE OVER
7. THE SONG
8. REVERSI
9. Fight For Liberty/Wizard CLUB
10. ナノ・セカンド

## 初回生産限定盤
CD
- 2013年12月25日に日本武道館で行われた『UVERworld ARENA LIVE 2013 winter 12.25 at Nippon Budokan Queen's PARTY』から14曲のライブ音源が収録されている。

1. Wizard CLUB
2. Fight For Liberty
3. Don't Think.Feel
4. DEJAVU
5. SHAMROCK
6. CHANCE!
7. KINJITO
8. GOLD
9. REVERSI
10. 君の好きなうた
11. 浮世CROSSING
12. CORE PRIDE
13. 7th Trigger
14. ナノ・セカンド